# Pyrrosia mannii
Pyrrosia mannii är en stensöteväxtart som först beskrevs av Karl Giesenhagen och som fick sitt nu gällande namn av Ren-Chang Ching.
Pyrrosia mannii ingår i släktet Pyrrosia och familjen Polypodiaceae. Inga underarter finns listade i Catalogue of Life.